# ملعب راه آهن
ملعب راه آهن (بالفارسية: استاديوم راه آهن) ، هو ملعب متعدد الاستخدام في طهران، إيران. غالباً ما يتم استخدامه لمباريات كرة القدم حيث يعتبر الملعب البيتي لنادي راه آهن الذي يلعب في دوري المحترفين الإيراني. كان يملك الملعب نادي برسبوليس قبل عام 1975. يتسع لجلوس 12,000 شخص.
يستضيف الملعب عدد من مباريات كأس آسيا تحت 16 سنة 2012 من 21 سبتمبر إلى السادس من أكتوبر.